# Acanthodus
Genre
Acanthodus est un genre de conodontes de la famille des Acanthodontidae.

## Espèces
- †Acanthodus costatus
- †Acanthodus humachensis
- †Acanthodus raqueli
- †Acanthodus uncinatus